# Worms (seria)
Worms – seria gier strategicznych wyprodukowana przez brytyjską firmę Team17. Gra polega na sterowaniu drużyną malutkich robaków. Zadaniem gracza jest zniszczenie przeciwnika przy pomocy różnych rodzajów broni. Gracz ma do dyspozycji m.in. strzelby, bazooki, bombę atomową, wybuchające gołębie, owce, szalone krowy, skunksy, krety i betonowe osły. Rozgrywka toczy się w turach. Początkowo gra korzystała z grafiki dwuwymiarowej, później ukazały się wersje korzystające z 3D, następnie nastąpił powrót do konwencji 2D.

## Historia serii
- 1995 – Worms – pierwsza gra z serii Worms, z grafiką 2D. Pierwotna wersja z 1994 roku nosiła nazwę Total Wormage
- 1995 – Worms Reinforcements – dodatek dodający kampanię i możliwość dostosowania poziomów oraz dźwięków (wcześniej tylko na Amigę), wydany wyłącznie na PC.
- 1996 – Worms United – pakiet Worms + Worms Reinforcements.
- 1997 – Worms: The Director's Cut – usprawniony sequel pierwszej części, przeznaczony wyłącznie na Amigę.
- 1997 – Worms 2 - sequel pierwszej części, wydany na komputery PC. Zmieniono oprawę graficzną, silnik i dodano nowe bronie
- 1999 – Worms Pinball – pinball z elementami charakterystycznymi dla serii.
- 1999 – Worms Armageddon – ulepszona edycja Worms 2.
- 2001 – Worms World Party – podobnie jak Worms Armageddon, jest to rozszerzona edycja gry Worms 2.
- 2002 – Worms Blast – gra znacznie różni się od pozostałych gier serii, polega na kierowaniu pływającymi w łódce postaciami z serii Worms i strzelaniu do klocków.
- 2003 – Worms 3D – pierwsza gra w serii z grafiką 3D.
- 2004 – Worms Forts: Oblężenie (oryg. Worms Forts: Under Siege) – dodano możliwość wznoszenia budynków (grafika 3D).
- 2005 – Worms 4: Totalna Rozwałka (oryg. Worms 4: Mayhem) – grafika 3D.
- 2006 – Worms: Open Warfare – edycja gry na konsole PlayStation Portable i Nintendo DS.
- 2007 – Worms Open Warfare 2 – druga edycja gry na konsole PlayStation Portable i Nintendo DS.
- 2007 – Worms – część wydana na konsolę Xbox 360, bardzo podobna do Worms: Open Warfare.
- 2008 – Worms: A Space Oddity – część na konsolę Wii i telefony komórkowe z grafiką 2D.
- 2009 – Worms Playstation Network –  wydana na PS3.
- 2009 – Worms 2: Armageddon – gra wydana z okazji dziesięciolecia Worms: Armageddon na Xbox Live Arcade.
- 2009 – Worms iPhone – konwersja gry Worms Playstation Network na platformę iOS.
- 2010 – Worms: Battle Islands – edycja gry na konsole Wii i PlayStation Portable.
- 2010 – Worms: Reloaded – konwersja gry Worms 2: Armageddon na komputery osobiste.
- 2011 – Worms Ultimate Mayhem – kompilacja gier Worms 4 Totalna Rozwałka i Worms 3D.
- 2011 – Worms: Crazy Golf – gra w golfa w wersji 2D wydana 19 października 2011 roku.
- 2012 – Worms Revolution – pierwsza gra z serii w 2,5D.
- 2012 – Worms Collection – gra na PlayStation 3 i Xbox 360. Jest to kompilacja trzech wcześniejszych gier z serii: Worms, Worms 2: Armageddon i Worms Ultimate Mayhem oraz sześciu dodatków DLC.
- 2013 – Worms na Facebooku – gra przeglądarkowa wydana na Facebooku. W 2013 roku została wyłączona[2]
- 2013 – Worms Clan Wars[3] – druga gra z serii w 2,5D
- 2014 – Worms Battlegrounds[4] – konwersja gry Worms Clan Wars na konsole PlayStation 4 i Xbox One.
- 2015 – Worms World Party: Remastered – odświeżona wersja Worms World Party. Dodano obsługę nowych wersji systemu Windows w wysokiej rozdzielczości. Zmieniono efekty dźwiękowe, dodano osiągnięcia i obsługę gamepada.
- 2016 – Worms W.M.D – kolejna odsłona serii w 2D. Do rozgrywki dodano pojazdy, artylerię, możliwość chowania się w budynkach i ulepszanie broni. Silnik gry został napisany w oparciu o kod z 1998 roku, na którym oparto również Worms Armageddon.
- 2020 - Worms Rumble - międzyplatformowa gra w której 32 graczy toczy na arenach bitwy w czasie rzeczywistym. Gra wyszła na konsole PlayStation 4, PlayStation 5, oraz na komputery z systemem Microsoft Windows.

## Powiązania
- W grze znalazła się broń o nazwie święty granat ręczny. Stanowi on nawiązanie do filmu Monty Python i Święty Graal.